# Gymnanthera fruticosa
Gymnanthera fruticosa är en oleanderväxtart som beskrevs av Karen Louise Wilson. Gymnanthera fruticosa ingår i släktet Gymnanthera och familjen oleanderväxter. Inga underarter finns listade i Catalogue of Life.